# Словарь баскетбольных терминов
Ниже представлен список терминов, используемых в баскетболе игроками, тренерами, комментаторами, спортивными журналистами и болельщиками.

## 0-9
- 3 на 3 или стритбол (англ. streetball) — формализованная версия игры три-на-три на половину площадки, официально одобренная

## А
- Аллей-уп (англ. alley-oop) — элемент игры в нападении, в котором игрок набрасывает мяч на кольцо для партнёра (или, реже, для себя), чтобы тот в одном прыжке поймал мяч и забросил его в кольцо, обычно, сверху.
- Атакующий защитник (англ. Shooting Guard) или второй номер — одно из пяти амплуа в баскетболе, в котором игроки характеризуются скоростью, ловкостью, хорошим ведением и броском.

## Б
- Баззер (англ. buzzer beater) или бросок с сиреной — бросок, забитый на последних секундах матча, зачастую после сирены. В основном так говорят про забитый мяч, который привел к победе или овертайму.
- Бамп (англ. bump the cutter) — встать на пути делающего кат (рывок) игрока, препятствуя его движению.
- Бейсбольный пас (англ. baseball pass) — пас от плеча одной рукой, производимый подобно бейсбольной подаче.
- Ран-н-ган (англ. run-n-gun) — стратегия игры в защите и нападении, смысл которой в ускорении темпа игры. В нападении мяч быстро переводится в передовую зону, и игроки забирают первый возможный бросок, обычно трёхочковый, а в защите игроки используют давление по всей площадке с целью перехватить мяч.
- Блокировка игрока (англ. block) — нарушение правил, когда защитник преграждает путь нападающему с мячом, находясь в движении.
- Блок-шот (англ. block) или банка, банан, шляпа — касание или смена направления полёта мяча защитником, мешающая нападающему забить.
- Боковая линия (англ. side line) — линия, ограничивающая площадку по ширине.
- Большой (англ. big man) — игрок, отличающийся своим размером, обычно центровой или тяжёлый форвард, в основном отвечающий за краску и зону «усов».
- Большой перерыв или половина (англ. halftime) — перерыв между 2-й и 3-й четвертями длительностью 15 минут, после которого команды меняются кольцами.
- Бонус (англ. bonus) — ситуация, когда у одной из команд 4 командных фола, и каждый следующий фол (кроме фола в нападении) является пробивным.
- Бросок без прыжка (англ. set shot) — противоположность броску в прыжке.
- Бросок в прыжке (англ. jump shot) — бросок в верхней точке вертикального прыжка, иногда с отклонением назад.
- Бросок крюком (англ. hook shot) — бросок мяча боком к защитнику и кольцу широким движением руки по дальней от защитника траектории с выпуском мяча в верхней точке.
- Бросок сверху (англ. slam dunk) или данк — мяч, забитый одной или двумя руками сверху прямо в кольцо, то есть без безконтрольного перемещения мяча в воздухе.
- Быстрый прорыв (англ. fast break) — метод нападения, заключающийся в попытке быстрой атаки, когда защита ещё не успела занять эффективные позиции. Обычно случается после перехвата или блок-шота.
- Бэкдор (англ. backdoor cut) — игра в нападении, когда нападающий без мяча делает шаг от кольца, а затем устремляется за спину защиты под кольцо, чтобы получить пас и забить лёгкие два очка. Противоположность V-кату.

## В
- Ведение мяча (англ. dribble) или дриблинг — продолжительно стучать мяч в пол одной рукой. Ведение нужно, чтобы иметь возможность совершать шаги владея мячом.
- Вернуться (в защиту) (англ. get back) — обычно такую команду даёт тренер или игроки после забитого или промазанного броска, чтобы команда вернулась на свою половину и успела встать в защиту.
- Вертикальный прыжок (англ. vertical jump) — акт поднятия своего центра тяжести в вертикальной плоскости исключительно с использованием собственных мышц. Это мера того, как высоко отдельный спортсмен может оторваться от земли с места.
- Ви-кат (англ. V-cut) — открывание для получения мяча, когда нападающий двигается к своему защитнику, затем быстро открывается в свободное место под пас.
- Винг (англ. wing)
  - Край площадки снаружи трёхочковой линии и между боковой и воображаемым продолжением линии трёхсекундной зоны.
  - Игрок на 2 или 3 позиции, предпочитающий играть снаружи трёхочковой линии.
- Внутрь и наружу (англ. in-n-out) — обманное движение при ведении, когда нападающий делает движение с мячом внутрь площадки, сразу затем движение назад.
- Время зависания (англ. hang time) — время, которое игрок проводит в воздухе от начала прыжка до приземления.

## Д
- Данк - прыжок с целью положить мяч в кольцо сверху.
- Дабл-дабл (англ. double-double) — двухзначные числа в двух положительных категориях игровой статистики, обычно одного конкретного игрока.
- Даггер (англ. dagger) - бросок, лишающий противника возможности отыграться.
- Две (атаки) за одну (англ. 2-for-1) — стратегия, используемая на последней минуте четверти, в которой команда, владеющая мячом, совершает атаку в такой момент времени, что гарантирует себе последнюю атаку в четверти.
- Двойное ведение (англ. double dribble) — нарушение правил, когда при ведении игрок одновременно касается мяча двумя руками или после завершения ведения продолжает его снова. Приводит к потере владения.
- Дисквалифицирующий фол (англ. disqualifying foul) — особенно жесткий фол, почти всегда представляющий собой применение насилия или чрезмерный физический контакт.
- Дополнительное время или овертайм (англ. overtime) — дополнительное время, добавляемое по завершении основного или дополнительного времени при ничейном счёте.
- Дроп-степ (англ. drop step) — движение при игре в посту, когда нападающий прекращает ведение и одновременно с этим ставит ногу с одной из сторон своего защитника, затем разворачивается на ней к кольцу для совершения броска.

## Е
- Чемпионат Европы по баскетболу (англ. EuroBasket) — Евробаскет — европейский международный баскетбольный турнир, проводимый каждые два года и среди мужчин. и среди женщин; аналогичен мужскому UEFA European Championship и UEFA Women’s Championship.
- Кубок Европы по баскетболу (англ. EuroCup) — Еврокубок — второе по силе клубное соревнование Европы, проводимое Euroleague Basketball; аналогично UEFA Europa League в футбольной ассоциации.
- Евролига (англ. Euroleague) — главный европейский баскетбольный турнир среди профессиональных мужских клубов, являющихся членами ФИБА Европа.
- Евростеп (англ. euro step) — движение в нападении, при котором нападающий прекращает ведение, делает шаг в одном направлении и сразу затем шаг в другом направлении.

## Ж
- Жадина (англ. ball hog) — игрок, предпочитающий выполнить сложный бросок , вместо  паса свободному партнёру.

## З
- Задняя линия (англ. backcourt) или «маленькие» — защитники команды.
- Заслон (англ. pick) — блокировка защитника для освобождения нападающего от опеки.
- Заслон вниз (англ. down screen) — игра в нападении, когда нападающий двигается к лицевой линии в сторону кольца оппонента и ставит заслон.
- Заслон в спину (англ. back screen) — игра в нападении, когда игрок с усов поднимается на периметр и ставит заслон в спину защитника для другого нападающего.
- Заслон на мяче (англ. ball screen) — игра в нападении, когда нападающий ставит заслон защитнику на мяче.
- Защита 5 на 5 (англ. half-court defense — нападение на половине площадки) — те ситуации игры в защите, когда обе команды заняли позиции для защиты и нападения.
- Защита в переходе (англ. transition defense) — защита против быстрой атаки соперника.
- Зонная защита (англ. zone defense) — каждый защитник отвечает за конкретную зону площадки.

## И
- Игра ногой (англ. kicking) — нарушение правил, когда игрок намеренно использует ногу или стопу для контакта с мячом. Приводит к потере и вбрасыванию мяча другой командой.
- Изоляция (англ. isolation) — тактика в нападении, когда игрок с мячом занимает одну сторону площадки, остальные нападающие занимают слабую сторону, оставляя нападающего с мячом играть 1 на 1 с защитником, либо вынуждать защиту сдваиваться, чтобы создать бросок для свободного нападающего. Также можно использовать, если защитник заведомо проигрывает нападающему.
- «Из-под юбки» (англ. granny shot, «бросок бабули») — можно описать как бросок, который выполняют женщины в возрасте: бросок одной или двумя руками снизу.

## К
- Квадрупл-дабл (англ. quadruple-double) — двухзначные числа в четырёх положительных категориях игровой статистики, обычно одного конкретного игрока.
- «Кирпич» (англ. brick) — мяч, который попал по кольцу и отскочил без касания щита.
- Краска (англ. paint, key) — трёхсекундная зона вместе с полукругом на штрафной линии. Свое название получила за обычно отличную от остальной площадки цвет.
- Кроссовер (англ. crossover dribble) — перевод мяча с одной руки на другую, обычно перед собой или между ног, для смены направления.

## Л
- Лёгкий форвард (англ. small forward) или третий номер — одно из пяти амплуа в баскетболе, в котором игроки, как и защитники, отвечают за набор очков, но благодаря большему чем у второго номера размеру и силе могут навязать больше борьбы под кольцом.
- Личная защита (англ. man-to-man defense) — защита, в которой каждый защитник держит своего нападающего.
- Лицевая линия (англ. baseline) — линия, ограничивающая площадку по длине.
- Лэй-ап (англ. layup) — бросок из-под кольца с использованием щита.
- Лэй-ин (англ. lay-in) — бросок из-под кольца без касания щита.

## М
- Мёртвый мяч (англ. dead ball) — мяч вне игры, например, когда он заброшен в кольцо или после свистка судьи.
- Мяч застрял (англ. wedgie, ledgie) — ситуация, когда мяч застревает между кольцом и щитом или на планке, соединяющей кольцо с щитом.

## Н
- НБА (Национальная Баскетбольная Ассоциация) (англ. NBA) — самая крупная мужская профессиональная лига в Соединённых штатах и Канаде.
- Нападение 5х5 (англ. half-court offense — защита на половине площадки) — ситуации игры в нападении, когда обе команды заняли позиции для защиты и нападения.
- Нападение в переходе (англ. transition offense) — организованная быстрая атака.
- Нарушение правила зоны (англ. backcourt violation) — ситуация, в которой нападающая команда касается мяча в тыловой зоне после того, как мяч был в передовой зоне и не был тронут защитниками.
- Нарушение правила восьми секунд (англ. backcourt violation) — ситуация, в которой нападающая команда не успевает перевести мяч из тыловой зоны в передовую за 8 секунд.

## О
- Один плюс один (англ. one-and-one) — в некоторых правилах после первого забитого штрафного броска даётся право на исполнение второго штрафного.
- Опорная нога (англ. pivot foot) — нога, которую нельзя отрывать от земли во время разворотов во избежание пробежки.
- От щита или от забора (англ. bank shot, от bank — берег, от берега) — попадание, когда мяч сначала касается щита, а затем кольца или сетки.
- Очки из краски (англ. points in the paint) — очки, забитые из окрашенной трёхсекундной зоны.
- Очки с поля (англ. field goal) — результативные броски, когда мяч в игре и идет отсчет времени.

## П
- Парашют или флоатер (англ. floater) — бросок, при котором мяч выпускается по очень высокой траектории, чтобы его не заблокировал более высокий защитник.
- Пас в пол (англ. bounce pass) — передача мяча с отскоком об пол.
- Пас от груди (англ. chest pass) — передача одной или, чаще, двумя руками от груди.
- Передача или пас (англ. pass) — одно из основополагающих действий в баскетболе, наравне с ведением и броском; на передачах строится большая часть комбинаций и игра в целом.
- Передовая зона (англ. frontcourt) — отделённая центральной линией половина площадки с кольцом соперника.
- Перехват (англ. steal ) — происходит, когда защитник с помощью своих действий заставляет нападающего совершить потерю. Защитник не может касаться рук нападающего во избежание фола.
- Переход (англ. transition) — нападение, начинающееся с овладения мячом, пока защитники не успели занять свои позиции, переходящее иногда в быстрый прорыв.
- Периметр или средняя дистанция (англ. perimeter, mid range) — зона внутри трёхочковой линии, но снаружи «краски».
- Пик-н-ролл (англ. pick and roll) — игра в нападении, когда нападающий без мяча ставит заслон защитнику на мяче, и затем, когда нападающий с мячом «вскрывает» заслон (движется в сторону заслона, заставляя защитника упереться в заслон), валится внутрь зоны для получения паса.
- Подбор или «щит» (англ. rebound) — акт овладения мячом после промазанного броска.
- Показ (англ. fake) — обманное движение
  - Показ на бросок (англ. pump fake) — движение, повторяющее бросок, но без выпуска мяча, чтобы заставить защитника выпрямиться или прыгнуть, чтобы затем его обыграть.
  - Показ на пас (англ. pass fake) — движение телом или мячом в одну сторону, чтобы сместить защитника, а затем пас в другую сторону.
- Покет (англ. pocket pass — «пас в карман») — пас об пол в небольшой промежуток между защитниками, обычно после розыгрыша пик-н-рола.
- Помеха попаданию мяча или гоалтендинг (англ. goaltending, «вратарство») — нарушение при блокировании броска не по правилам, Если мяч находится на снижающейся траектории и полностью выше уровня кольца или находится на дужке, или коснулся щита, нападающей команде засчитывается попадание независимо от того, мог мяч попасть в кольцо или нет.
- Пост-ап (англ. post up ) — занять позицию в краске или около усов, развернуться спиной к кольцу и лицом к партнёру с мячом получить пас.
- «Поставить спину» (англ. block out, box out) — занять позицию между кольцом и нападающим таким образом, чтобы помешать оппоненту взять подбор.
- Потеря (англ. turnover) — потеря владения во время игры либо при нарушении правил.
- Правило трёх секунд (англ. 3 second rule) запрещает игроку находиться более трёх секунд подряд в трёхсекундной зоне оппонента, пока его команда владеет мячом в передовой зоне и идёт игровое время.
- Пробежка (англ. travel, walk) — поменять опорную ногу во время разворотов или сделать три шага без ведения мяча.
- Пронос мяча (англ. carrying, palming) — нарушение правил, при котором игрок при ведении поддерживает мяч ладонью снизу. Такое нарушение считается проносом или двойным ведением.
- Прыжок с мячом (англ. up and down) — нарушение правил, когда игрок при броске прыгает и не избавляется от мяча до приземления.
- Путбэк (англ. putback dunk) — бросок сверху, выполненный в воздухе сразу после подбора.

## Р
- Разворот или пивот (англ. pivot) — разворот (обычно с мячом) на опорной ноге.
- Разыгрывающий защитник или первый номер (англ. Point Guard) — опорный игрок в нападении, обычно именно он заказывает комбинации; хорошо водит мяч и отдает пасы.
- Результативная передача или ассист (англ. assist, dime, dish) — пас партнёру, который забивает мяч либо после одного удара мячом, либо сразу.
- Рывок (англ. run) — интервал времени, в котором одна команда набирает значительно больше очков, чем другая команда.

## С
- Си-кат (англ. banana cut, C-cut) — широкий рывок по дуге, противоположность рывку по прямой линии.
- Сильная сторона (англ. ball side, strong side) — половина площадки, поделенная по осевой линии, на которой находится мяч.
- Скамейка или банка (англ. bench) — игроки на скамейке запасных.
- Слабая сторона (англ. weak side) — сторона, противоположная сильной.
- Смена (англ. switch) — игра в защите, когда два защитника меняются друг с другом нападающими для получения преимущества.
- Спорный мяч
  - (англ. jump ball) — вбрасывание мяча в начале игры или после спорной ситуации.
  - (англ. held ball) — ситуация, в которой игроки из обеих команд одновременно борются за владение мячом без фола с обеих сторон. В зависимости от ситуации может результировать потерей владения или выбросом мяча из-за боковой.
- Стрелка владения (англ. possession arrow) — стрелка на судейском столике, указывающая на команду, чье владение будет следующим при приведении в действие правил смены владения. Стрелка изначально направляется на команду, проигравшую первый спорный мяч.
- Стрелок (англ. gunner, chucker) — игрок, совершающий частые и опрометчивые броски.
- С фолом (англ. and-one, foul-in) — штрафной бросок, которым был награждён забивший игрок, на котором сфолили во время его броска.

## Т
- Таймер (англ. shot clock) — таймер, сделанный для ускорения темпа игры (и, следовательно, частоты забивания очков), заставляющий выбрасывать мяч до истечения времени. Если мяч после истечения времени не попадает в кольцо или по нему, это нарушает правила и владение отдается защищавшейся команде.
- Технический фол (англ. technical foul) — фол за неспортивное поведение без физического контакта или за процессуальные нарушения (шесть игроков на площадке). За технический фол бьётся один штрафной бросок любым игроком команды противника.
- Трёхочковое действие (англ. three-point play)
  - Ситуация, когда игрок забивает два очка с фолом и затем забивает штрафной;
  - Ситуация, когда на игроке, бросающем трёхочковый, фолят, и он мажет бросок, забивая после этого три штрафных броска.
- Трипл-дабл (англ. triple-double) — двухзначные числа в трёх положительных категориях игровой статистики, обычно одного конкретного игрока.
- Тыловая зона (англ. backcourt) — половина площадки, которую защищает команда. Противоположность передовой зоне.
- Тяжёлый форвард или четвертый номер (англ. power forward) — одно из пяти амплуа, в котором игроки характеризуются мощностью и отвечают в основном за подбор, броски из-под кольца и, нередко, за трёхочковые броски.

## У
- Угол штрафной линии или элбоу (англ. elbow) — пересечение штрафной линии с линией трёхсекундной зоны.
- Унитаз (англ. toilet bowl) — когда мяч попадает по кольцу под определённым углом и продолжает кататься по нему перед тем, как провалиться внутрь.

## Ф
- ФИБА (англ. FIBA) — Ассоция национальных организаций, управляющая международными соревнованиями.
- Фингер-ролл (англ. finger roll) — конкретный тип лэй-апа, когда мяч прокатывается от ладони до кончиков пальцев, используя при этом толчок прыжка. Преимущество данного броска в более высокой траектории полета мяча, что значит мяч сложнее заблокировать.
- Флоп (англ. flop) — преднамеренное или преувеличенное падение после небольшого контакта или отсутствия оного вовсе, с целью получения фола на себе.
- Фол (англ. foul) — нарушение правил, в основном случающееся при попытке получить преимущество с помощью физического контакта. Такое нарушение приводит к потере владения или пробиванием штрафным броскам. Фол бывает персональным, техническим, неспортивным и дисквалифицирующим.
- Бросок с отклонением или фэйдэвэй (англ. fadeaway) — бросок, совершаемый в прыжке лицом к кольцу, но от кольца. Цель такого броска — разрыв дистанции с защитником для усложнения блокировки броска.

## Ц
- Центровой или пятый номер (англ. ) Center — одна из пяти игровых ролей. Центровые в основном самые высокие игроки на площадке, отвечающие за очки из-под кольца, подбор и защиту под кольцом.

## Ч
- Четырёхочковое действие (англ. four-point play) — ситуация, когда на бросающем трёхочковый игроке фолят, и он забивает мяч, зарабатывая тем самым три очка, и затем забивая штрафной бросок.
- Чистый (англ. splash, swish, nothing-but-net) — когда мяч попадает в кольцо не касаясь кольца и щита, издавая характерный звук.

## Ш
- Шестой игрок (англ. sixth man) —
  - Игрок, не начинающий игру в старте, тем не менее оказывающий большое влияние на игру и не отличающийся по статистике от стартовой пятерки.
  - Болельщик, верящий в свое влияние на победу.
- Штрафная линия (англ. free throw line, stripe) — линия, ограничивающая трёхсекундную зоны с противоположной от кольца стороны, из-за которой пробиваются штрафные броски.
- Штрафной бросок (англ. free throw) — бросок без сопротивления, совершаемый со штрафной линии после нарушения правил, стоящий одно очко. Обычно даётся два штрафных броска за персональный фол, три — если фол был на трёхочковой линии, один — за технический и если мяч был забит.

## Щ
- Щит (англ. backboard) — плоскость, к которой крепится кольцо.

## Э
- Эирбол или сквозняк (англ. air ball) — незаблокированный бросок, не попавший ни по щиту, ни по кольцу.